# Гексаиодоплатинат(IV) натрия
Гексаиодоплатинат(IV) натрия — неорганическое соединение, 
комплексный иодид натрия и платины
с формулой Na2[PtI6],
кристаллы,
легко растворяется в воде,
образует кристаллогидраты.

## Физические свойства
Гексаиодоплатинат(IV) натрия образует кристаллы.
Легко растворяется в воде и этаноле.
Образует кристаллогидрат состава Na2[PtI6]•6H2O — серо-голубые кристаллы.